# Кватроченто

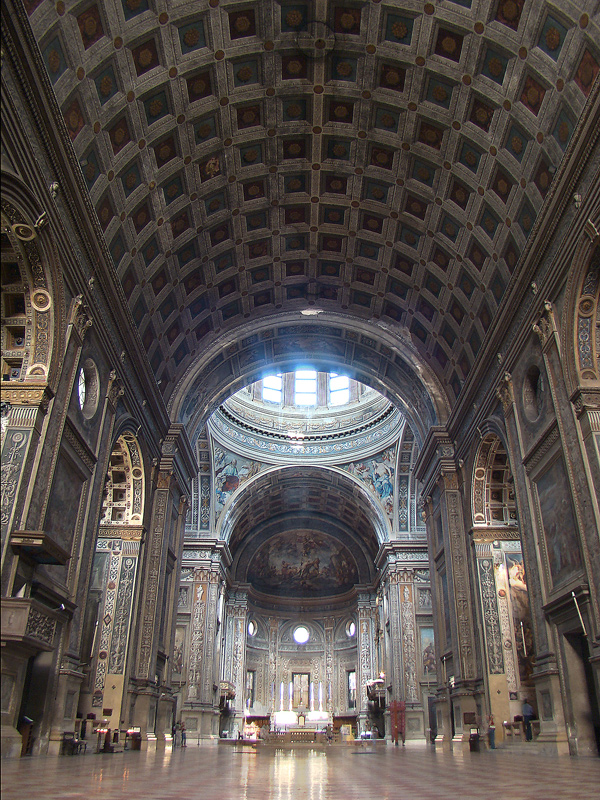
Арх. Альберті. базиліка Сант Андреа, Мантуя, інтер'єр.

Кватроченто (італ. quattrocento, тобто «чотириста», «чотирьохсоті роки») — мистецький термін для позначення мистецтва Італії в XV столітті. Охоплює часовий термін приблизно у 100 років (1400—1499), але у творчості деяких майстрів протримався довше за 1499 рік і співіснував з добою так званого Високого Відродження.

## Історія
Кватроченто як століття відзначилося в історії не тільки значними змінами в мистецтві, хоча якісні зміни в архітектурі, живописі, скульптурі мали значний вплив на подальший їхній розвиток.
- Саме на злам XIV—XV ст. прийшлися винахід гравюри на папері, а на 1440 рік — європейський початок книгодрукування.
- Кватроченто — це і значні суспільні потрясіння: завершення Реконкісти в Іспанії, масове вигнання морисків та євреїв з Іспанії (Альгамбрський декрет), європейське відкриття Америки і початок жорстокої її колонізації, зникнення з політичної карти Європи Візантії, масова еміграція греків на континент, зміцнення на територіях Європи позицій Туреччини, війни з якою формуватимуть історію континенту 400 років потому.

### Початок XV століття

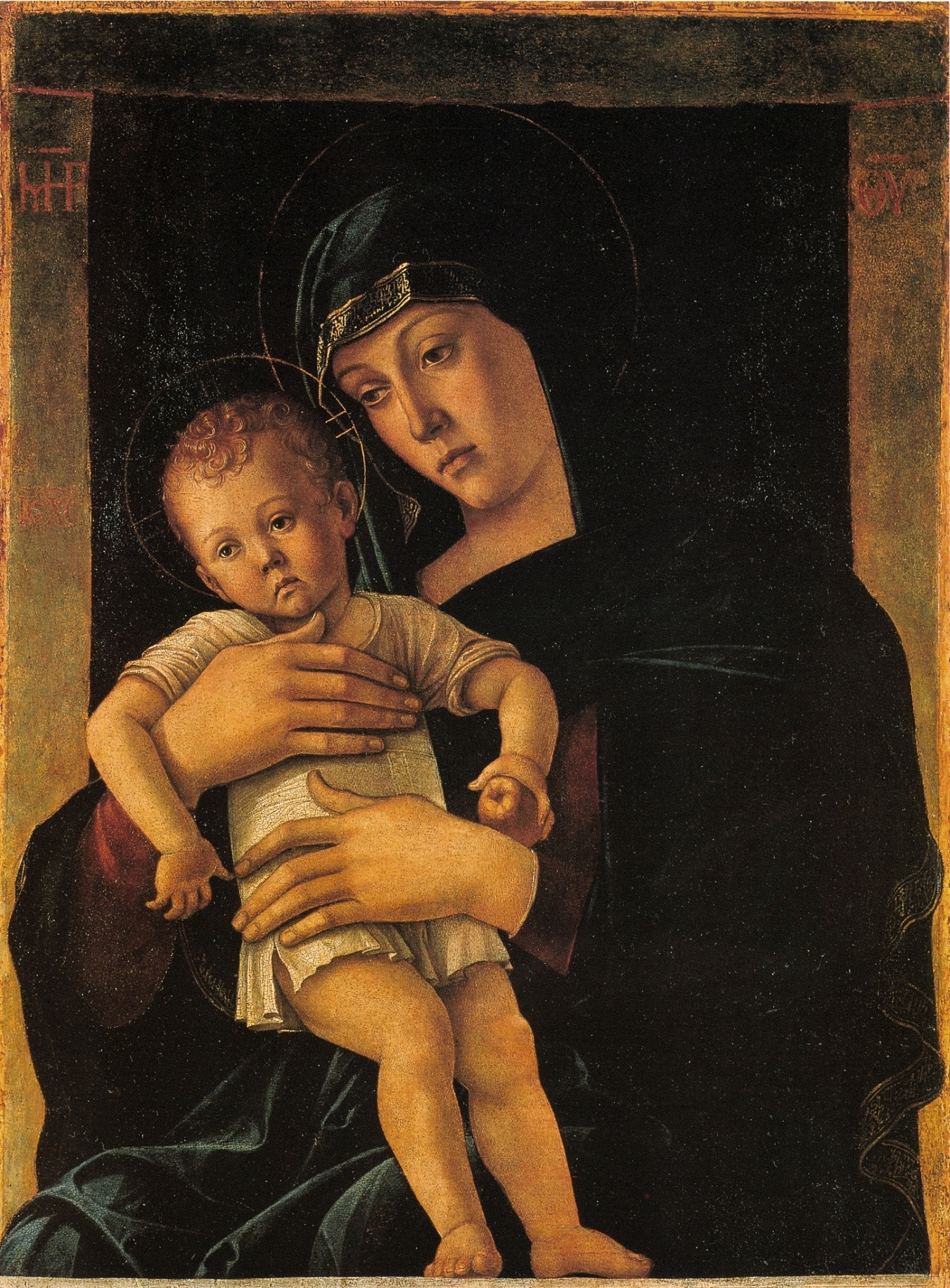
Джованні Белліні, «Мадонна з грецьким написом», до 1464 року, Пінакотека Брера, Мілан, Італія

Мистецтво XV століття в Італії було логічним продовженням мистецтва попередньої доби і наслідувало настанови та мистецькі проєкти в архітектурі навіть майстрів XIII століття. Саме в добу кватроченто було добудовано купол собору Санта Марія дель Фйоре, запроєктований Арнольфо ді Камбіо (1245?—1302) в XIII столітті.
Стверджується в реальності і тип універсального майстра, притаманний творчості багатьох відомих митців Італії у найближчі 250—300 років.
- Філіппо Брунеллескі (1377—1446) працює ювеліром, скульптором, інженером та архітектором.
- Арістотель Фіораванті (1415?—1486?) уславився як неперевершений інженер, майстер ливарної справи, архітектор.
- Андреа Верроккйо (1435—1488) працює ювеліром, художником, майстром ливарної справи, скульптором.
- Андреа Мантенья (1431—1506) працює гравером, архітектором і живописцем.

Початок XV століття отримав трьох могутніх реформаторів мистецтва Італії, яким будуть наслідувати усі відомі майстри.
В архітектурі — Філіппо Брунеллескі.
У живописі — Мазаччо.
У скульптурі — Донателло.

### Кватроченто та архітектура

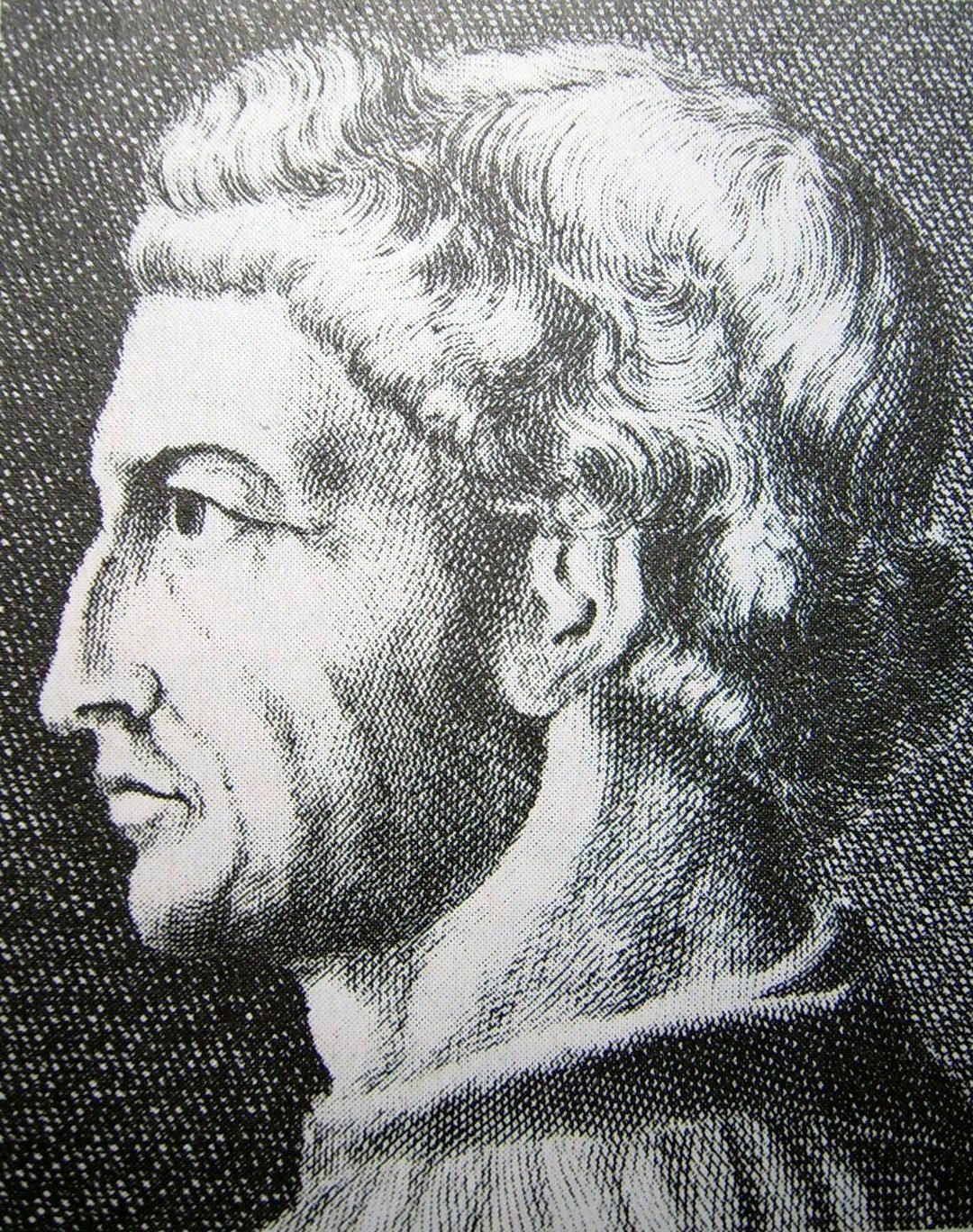
Альберті Леон-Баттіста

Засновником саме ренесансної архітектури став Філіппо Брунеллескі. Уродженець Флоренції починав як ювелір, але отримав добру освіту, яку вдосконалив на будівництві. Саме йому доручать створення грандіозного куполу собору Санта Марія дель Фйоре. Використавши каркасну систему, відому ще з часів готики, Брунеллескі створив подвійну оболонку купола без використання будівельних лісів, що справило значне враження на сучасників і сміливістю інженерного рішення, і новою, неготичною образністю споруди.
Новий взірець архітектури виник і після побудови ним Шпиталю для дітей-бастардів — Оспедалє-дей-Інноченті. Сюди віддавали флорентійських незаконнонароджених дітей-сиріт, долею яких опікувались релігійні установи міста. Привітна аркада на колонах першого поверху Оспедалє-дей-Інноченті розійдеться у десятках зразків по багатьом містам країни.
Могутнє теоретичне підґрунтя архітектура доби кватроченто отримає в творах енциклопедично освіченого Альберті Леона-Баттіста (1404—1472), який розробив і дав новий тип італійського собору та цивільної споруди — міського палацу.

Санта Марія дель Фйоре з побудованим куполом.
Арх. Альберті, палаццо Ручеллаї, Флоренція.Арх. Альберті, палаццо Ручеллаї, Флоренція.
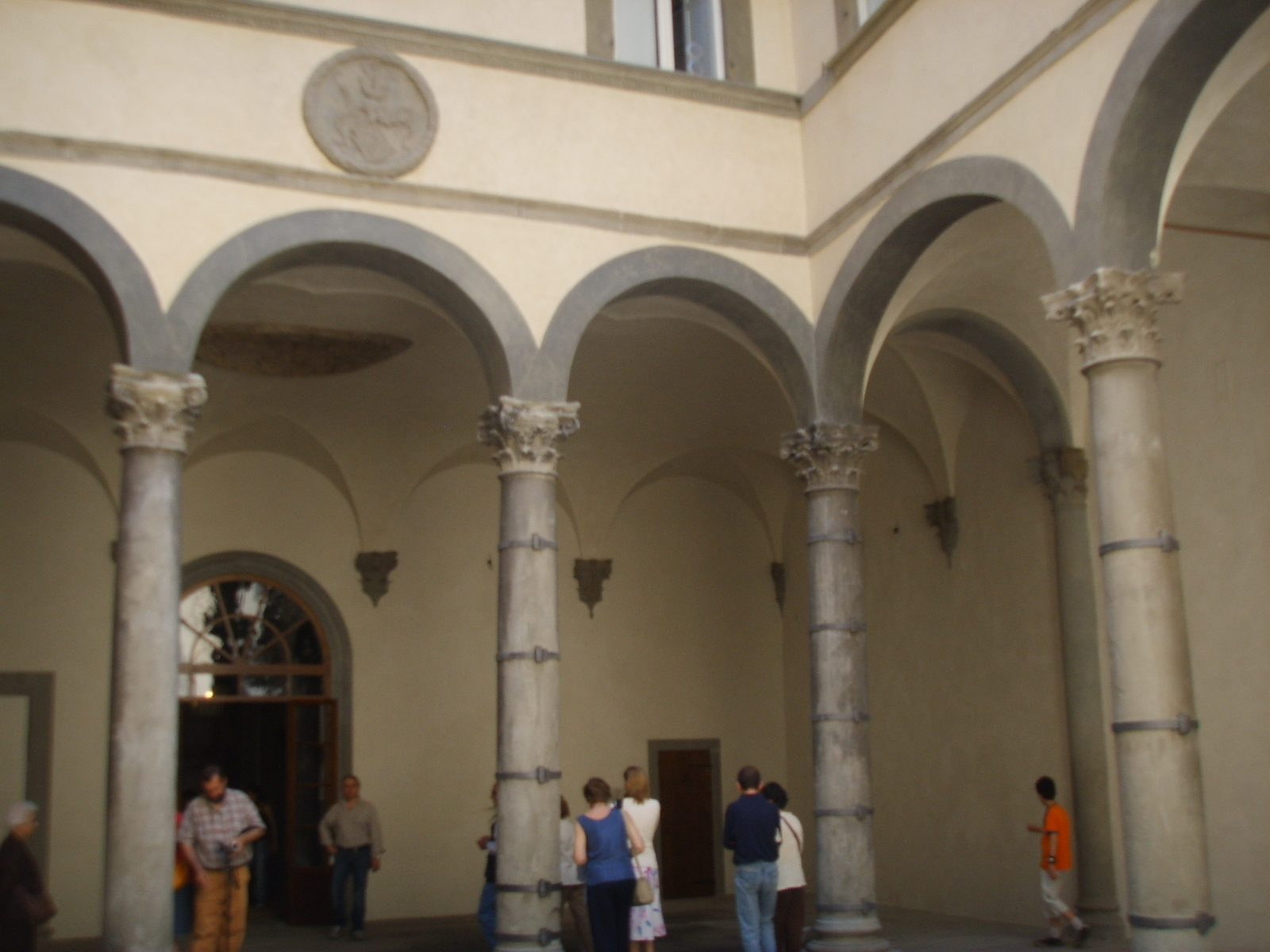
Арх. Альберті, внутрішній дворик палаццо Ручеллаї.
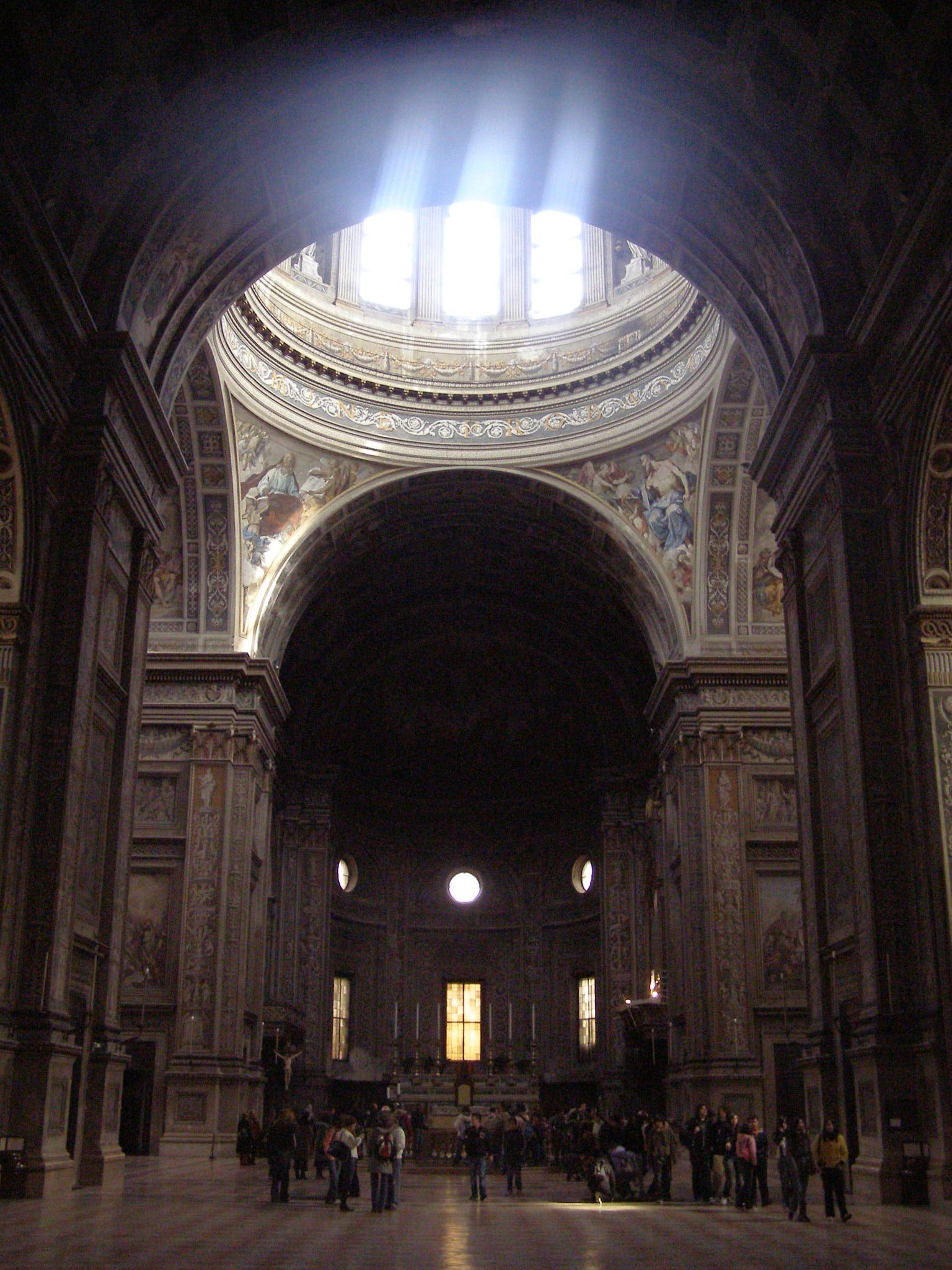
Підкупольний простір базиліки Сант Андреа, Мантуя.

### Кватроченто та скульптура

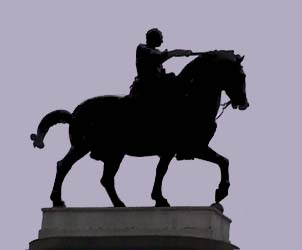
Кінний монумент кондотьєру Гаттамелаті, Падуя, 1453 рік.

Реформатором італійської скульптури став Донателло (1386?—1466). Він опанував усі різновиди тогочасної скульптури. Майстер широкого діапазону, Донателло уславився вдалими спробами в створенні декоративного рельєфа (Фриз катедри Флорентійського собору «Янголята в танцю»), скульптури для фонтану (підліток Давид, біблійний герой), кінного монументу (монумент кондотьєру Гаттамелаті, Падуя). Особливе місце в творчості майстра та в мистецтві посів його Святий Георгій (1417 рік), який започаткував низку героїчних постатей в італійському мистецтві, від «Мойсея» Мікеланджело до венеційських портретів Тіціана та Тінторетто.
Значний внесок в скульптуру кватроченто зробив і сучасник Донателло — Якопо делла Кверча (1371—1438). Праця по замовам церкви дещо обмежила розвиток творчості майстра, але значні потенції його обдарування виявилися навіть в невеликих рельєфах порталу базіліки Святого Петронія в місті Болоньї. Мікеланджело та скульптор Монторсолі стануть справжніми спадкоємцями емоційно насиченої, драматичної за характером творчої манери Якопо делла Кверча в наступному столітті.

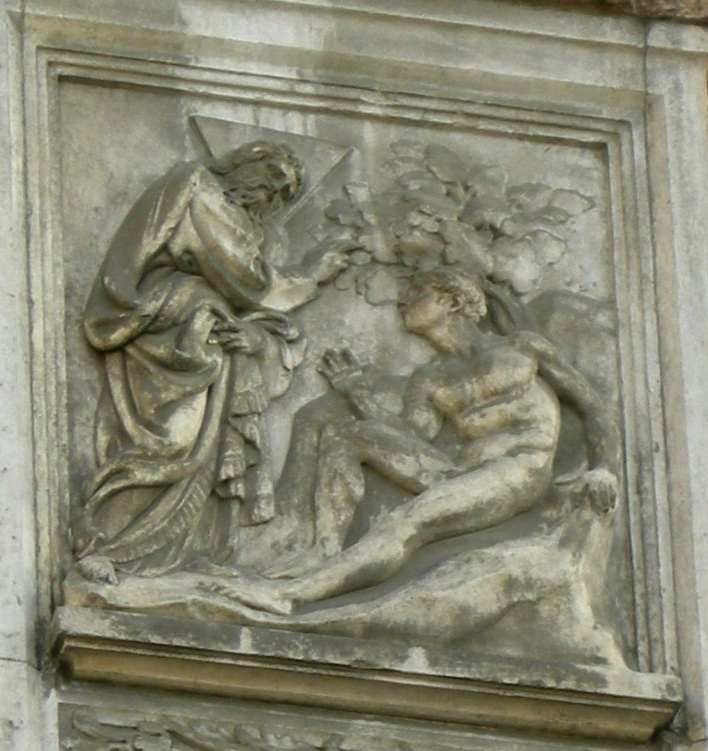
Якопо делла Кверча, «Бог творить першу людину Адама»
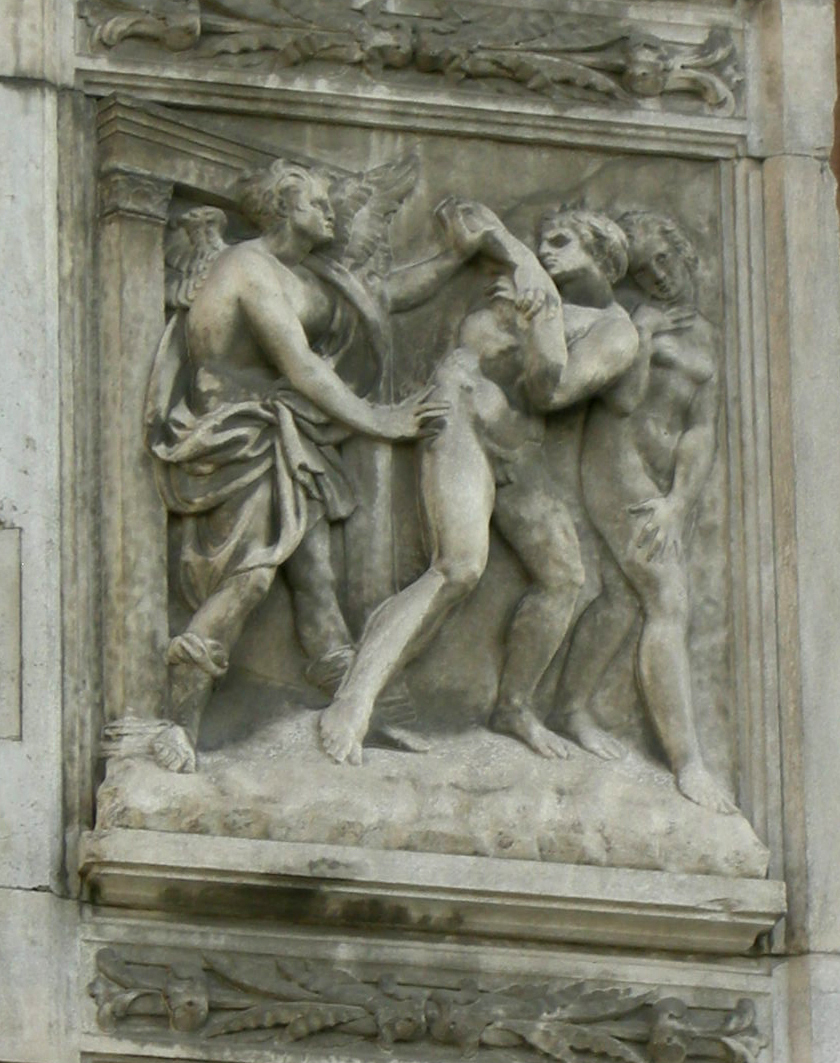
Якопо делла Кверча, «Вигнання з раю Адама та Єви»
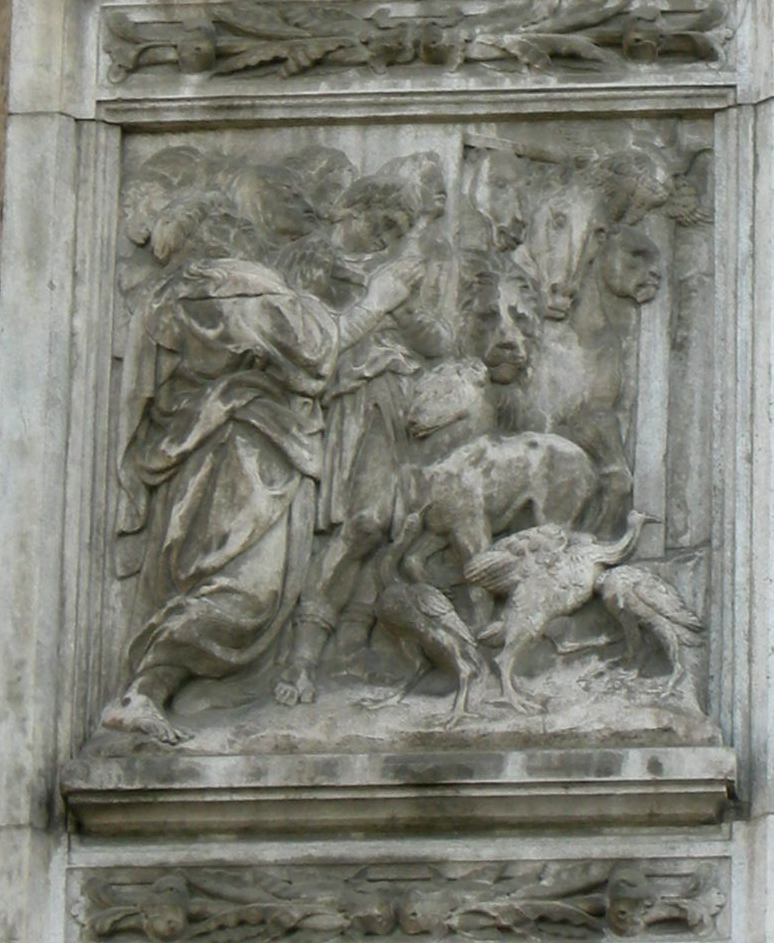
Якопо делла Кверча, «Ковчег Ноя»
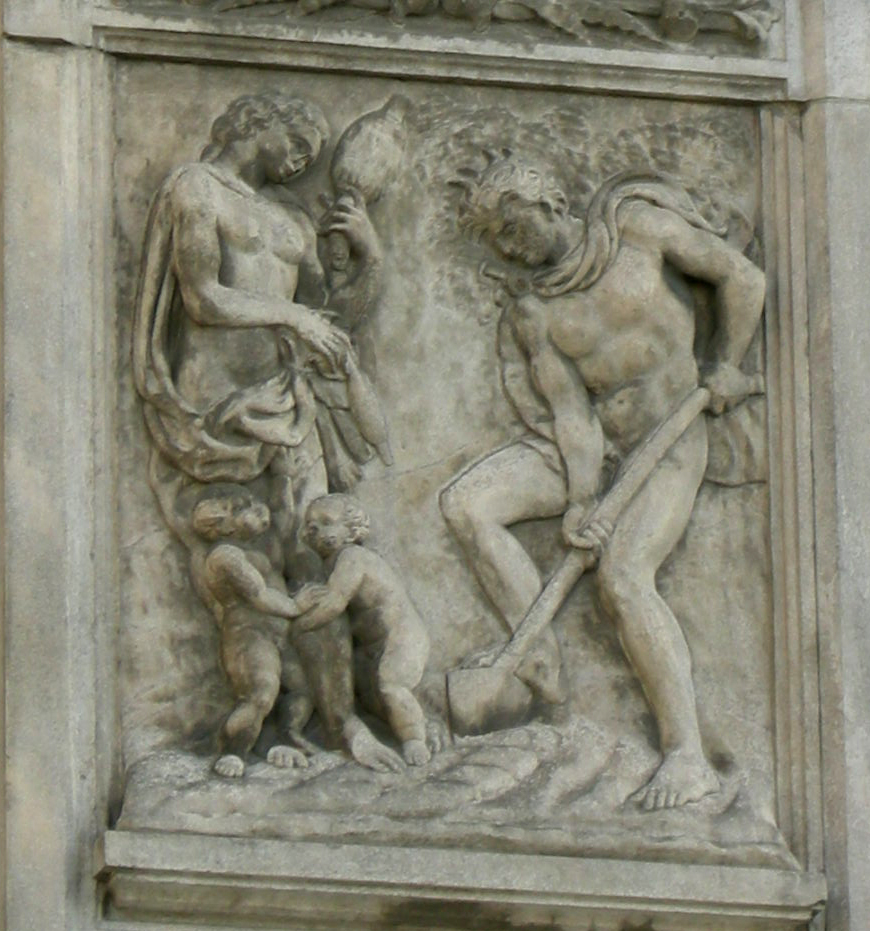
Якопо делла Кверча, «Праця Адама та Єви після вигнання з раю»

### Живопис доби кватроченто
Низка відомих живописців доби кватроченто починається з Мазаччо (1401—1428). Передчасна смерть не дала розвинутись його майстерності повною мірою. Але фрески майстра в самій лише церкві Карміне (каплиця Бранкаччі) стануть взірцями і школою для декількох поколінь художників різних країн. Низку малюнків з фресок Мазаччо не посоромився створити сам Мікеланджело.
В самій Італії в це століття склалося декілька мистецьких центрів (Урбіно, Феррара, Умбрія, Венеція) зі своїми видатними митцями, серед яких:
| - Паоло Учелло - Фра Анжеліко - Маестро дель Оссерванца - П'єро делла Франческа - Філіппо Ліппі - Андреа дель Кастаньо - Доменіко Венеціано - Андреа делла Роббіа - Антоніо Поллайоло - Франческо дель Косса - Ерколє де Роберті - Антоніо Роселліно - Франческо Франча | - Доменіко Гірляндайо - Мелоццо да Форлі - Йоос ван Вассенхов - П'єтро Перуджино - Сандро Боттічеллі - Андреа Мантенья - Лука Сіньореллі - Антонелло да Мессіна - Карло Крівеллі - Вітторе Карпаччо - Джованні Белліні |

Творчість італійських художників доби кватроченто надихала як сучасних майстрів північних країн (Рогір ван дер Вейден, Гуго ван дер Гус, Мабюз), так і прийдешніх поколінь XIX—XX століть (Прерафаеліти в Англії та інші).

### Діячі Високого Відродження
Всі відомі діячі Високого Відродження Італії походять з доби кватроченто:
- Браманте, 1444 року народження (далі р. н.)
- Леонардо да Вінчі, 1452 р. н.
- Мікеланджело, 1475 р. н.
- Рафаель Санті, 1483 р. н.
- Джорджоне, 1477 р. н.
- Тіціан, 1488/1490 р. н. та інші.

Це стало свідченням надзвичайної вартості мистецького внеску в скарбницю світового мистецтва. І хоча творчість діячів Високого Відродження має інший якісний щабель, народження цих якостей міститься в надбанні творців кватроченто.